# Aglaodiaptomus clavipes
Aglaodiaptomus clavipes är en kräftdjursart som först beskrevs av Hermann Schacht 1897.  Aglaodiaptomus clavipes ingår i släktet Aglaodiaptomus och familjen Diaptomidae. Inga underarter finns listade i Catalogue of Life.